# Harold Abrahams
Harold Maurice Abrahams (Bedford, Inglaterra, 15 de Dezembro de 1899 — Enfield, Londres, 14 de Janeiro de 1978) foi um atleta britânico, campeão olímpico dos 100 m rasos nos Jogos de Paris em 1924.  Tornou-se extremamente popular no fim do século XX, quando parte de sua vida, juntamente com a do escocês Eric Liddell, foi retratada no filme Chariots of Fire (em Portugal Momentos de Glória, no Brasil Carruagens de Fogo), que venceu em quatro categorias do Oscar, incluindo a de melhor filme em 1981.

## Antes da glória
Seu pai, Isaac, foi um imigrante polonês que se estabeleceu na Inglaterra com sua esposa galesa Esther e trabalhava como investidor financeiro. Seu irmão mais velho, Sidney Abrahams, já havia representado a Grã-Bretanha no salto em distância dos Jogos Olímpicos de Estocolmo, em 1912. Outro irmão, Adolph, seria o criador da medicina esportiva no país. Antes de ir para a Universidade de Cambridge, ele serviu como tenente no Exército Britânico.
Em Cambridge, que cursou entre 1920 e 1924, Harold continuou a praticar o atletismo - que fazia desde a adolescência - nas provas de velocidade e no salto em distância. Em 1920, integrou a equipe britânica que foi aos Jogos de Antuérpia, na Bélgica, mas não teve sucesso, sendo eliminado nas quartas-de-finais tanto dos 100m quanto dos 200m e ficando em 12º lugar no salto em distância. De volta a Cambridge, nos três anos seguintes conseguiu várias vitórias representado a universidade em competições nacionais, tornando-o um dos favoritos para os Jogos de 1924.
Neste meio tempo, entretanto, seu colega de universidade, corredor e missionário Eric Liddell, apresentou-lhe um técnico profissional, conhecido por seus métodos independentes e excêntricos de treinamento, Sam Mussabini, e com o incentivo do irmão, apesar da polêmica criada por Mussabini ser um profissional, Harold contratou seus serviços e tornou-se seu pupilo.

## Jogos Olímpicos de 1924
Durante seis meses, sob a direção de Mussabini, Abrahams enfatizou os treinos na prova dos 100m, deixando os 200m  e os saltos como provas secundárias. Sob treinamento constante e vigoroso ministrado pelo técnico, Harold aperfeiçoou a largada, as passadas e a forma física. Um mês antes dos Jogos, ele quebrou o recorde nacional para o salto em distância, saltando 7m37, marca que só seria superada em 1956.
Convocado para representar a Grã-Bretanha nos Jogos Olímpicos de Paris, nos 100 m, 200m, no revezamento 4X100 e no salto em distância, Abrahams procurou evitar uma tão grande dispersão dos seus esforços, o que conseguiu ao escrever uma carta aberta aos dirigentes do Comité Olímpico Internacional, publicada no jornal Daily Express. Foi assim dispensado da participação na última modalidade.
Em Paris, Abrahams venceu os 100m rasos, igualando a marca olímpica de 10s6 e derrotando todos os favoritos, incluindo o campeão olímpico de 1920 e recordista mundial, o norte-americano Charles Paddock. Em terceiro lugar e com a medalha de bronze, chegou o neozelandês Arthur Porritt, mais tarde Governador Geral da Nova Zelândia. A prova dos 100 m foi disputada as 19 horas do dia 7 de julho de 1924 e a partir dali, todos os anos até a morte de Abrahams em 1978, ele e Porritt encontraram-se para jantar todos os dias 7 de julho as 19 horas, para comemorar e relembrar seus feitos. Abrahams também ganhou uma medalha de prata abrindo o revezamento 4X100 m britânico, não se classificou para os 200 m e não participou do salto em distância.

## Final da carreira
Em maio de 1925, Abhahams quebrou a perna numa competição de salto em distância e sua carreira atlética terminou. Ele se dedicou então à advocacia, no que havia se formado em Cambridge. Em 1928, foi o capitão da equipe de atletismo da Grâ-Bretanha nos Jogos Olímpicos de Amsterdã e depois exerceu a profissão de jornalista esportivo por mais de 40 anos, como comentarista da BBC Radio. Em 1936, foi o correspondente radiofônico direto da Alemanha Nazista, reportando para os britânicos os Jogos Olímpicos de Berlim. Judeu de nascimento, em 1934 converteu-se à religião católica. Morreu em janeiro de 1978, aos 78 anos de idade.

## Honrarias

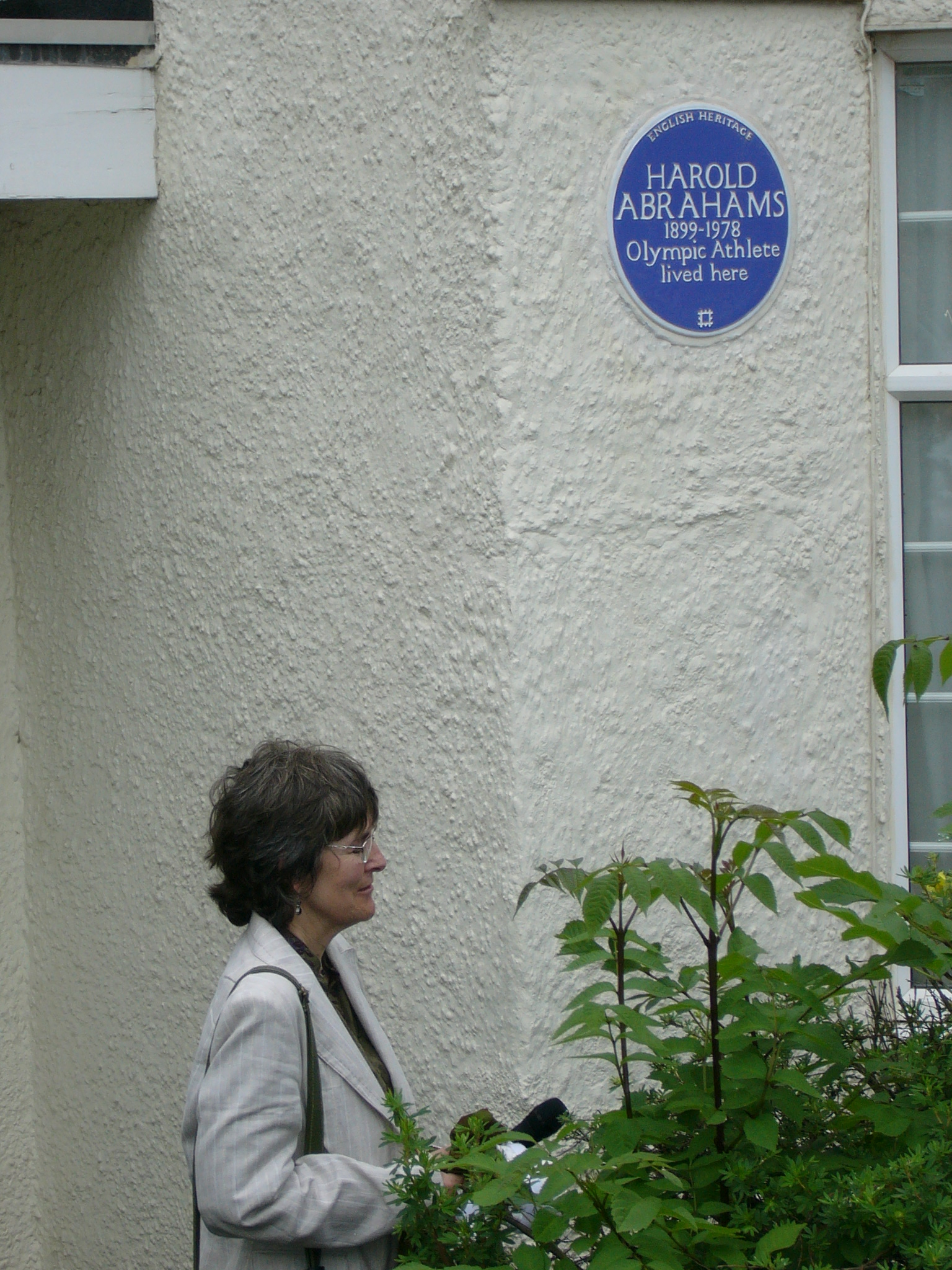
Sue Pottle, a filha de Abrahams, inaugurando a placa azul do English Heritage em homenagem a seu pai.

Harold foi reconhecido pelo English Heritage após sua morte, com a colocação de uma placa azul oficial no local onde viveu entre 1923 e 1930, no noroeste de Londres. A placa foi inaugurada por sua filha, Sue Pottle. Dele disse Norris McWhirter, o criador do Guiness Book of Records: "era dotado de grande personalidade e com muito poucos aliados conseguiu levar o atletismo de um esporte menor a um grande esporte popular no país"

Refletindo sobre a carreira atlética de Abrahams em 1948, o capitão do time inglês nos Jogos de Estocolmo de 1912 e mais tarde político laureado com o Prêmio Nobel da Paz, Philip Noel-Baker, declarou: 
Eu sempre acreditei que ele foi o único velocista europeu capaz de correr ao lado de Jesse Owens ou Ralph Metcalfe ou dos outros grandes velocistas dos Estados Unidos na história. Ele era da mesma classe dos americanos, não apenas por causa do talento natural - seu esplêndido temperamento de corredor, seu preparo psicológico magnífíco e sua disposição de brilhar nos eventos realmente importantes - mas porque ele entendia o atletismo e deu mais força de vontade e concentração cerebral a ele que qualquer um de sua época..

A grande homenagem, entretanto, que o tornou um ícone atlético em todo o mundo e lembrado pelas novas gerações, veio quase 60 anos após seu feito e depois de sua morte, com o filme Chariots of Fire, do diretor Hugh Hudson, um campeão de bilheteria e vencedor de quatro óscares, incluindo o de melhor filme, e do prêmio BAFTA de melhor filme de 1981. Interpretado pelo ator Ben Cross, Abrahams tem sua vida mostrada - com algumas licenças poéticas diante da realidade dos fatos - do período em que começou a cursar Cambridge até a conquista da medalha de ouro em Paris. A música tema do filme, do grego Vangelis, ajudou na super popularidade do filme e transformou-se no hino das maratonas e corredores de todo o mundo.